# Patricia Schauss
Patricia Schauss (ur. 14 maja 1988) – szwajcarska siatkarka grająca jako środkowa. Obecnie występuje w drużynie Voléro Zurych.